# جيمس بلومر
جيمس بلومر (بالإنجليزية: James Bloomer)‏ هو لاعب كرة قدم أمريكية أمريكي، ولد في 17 سبتمبر 1880 في سينسيناتي في الولايات المتحدة، وتوفي في 12 نوفمبر 1963 في غاردين سيتي في الولايات المتحدة.